# Chaetothyriales
Chaetothyriales é uma ordem de fungos pertencentes à divisão Ascomycota da classe dos Eurotiomycetes.